# سفال تقبنة (يبعث)

تعديل مصدري - تعديل

سفال تقبنة هي إحدى قرى عزلة يبعث بمديرية يبعث التابعة لمحافظة حضرموت، بلغ تعداد سكانها 25 نسمة حسب تعداد اليمن لعام 2004.